# Dunn (hrabstwo Dane)
Dunn – miasto w Stanach Zjednoczonych, w stanie Wisconsin, w hrabstwie Dane.